# Martini (marchio)
Martini è un marchio di bevande alcoliche prodotte dalla società Martini & Rossi, nata il 1º luglio 1863 a Torino e dal 1993 parte del gruppo multinazionale facente capo a Bacardi Limited, proprietà della famiglia Bacardi. Alla creazione ha contribuito Frida Steffenoni, co-proprietaria della azienda. Con il marchio Martini vengono commercializzati aperitivi, bitter, amari e spumanti.

## Prodotti

### Aperitivi, Vermouth e Amari

#### Martini Bianco
Martini Bianco: deriva il suo nome dai fiori bianchi di vaniglia. Fu creato nel 1910 e si guadagnò l'appellativo di ‘Bianchissimo’. È basato su una miscela di erbe aromatiche, spezie dolci e floreali. Il colore è giallo pallido, paglia chiara colorata. L'aroma è intenso e dolce, con profumo di vaniglia. La sua gradazione alcolica è di 14,4°.

#### Martini Rosso
Martini Rosso: creato con la nascita dell’azienda nel 1863, deve il suo inequivocabile colore scuro al caramello aggiunto durante la miscelazione degli ingredienti. Ha un gusto persistente che stimola i sensi ed un aroma intenso. Il gusto è piacevolmente amaro. La sua gradazione alcolica è di 14,4°.

#### Martini Rosato
Martini Rosato: è una combinazione di sapori speziati e fruttati equilibrati con abilità. Chiodi di garofano, cannella e noce moscata si sposano con la freschezza di lamponi e limone. Martini Rosato è caratterizzato da un aroma elegante e pieno: in perfetto equilibrio tra l'amaro del Rosso e la delicatezza del Bianco. La sua gradazione alcolica è 14,4°.

#### Martini Fiero
Martini Fiero: creato nel 1998 per il mercato del Benelux, è stato introdotto in Italia nell’estate del 2018 e viene realizzato con una miscela di selezionati vini bianchi, presenta un colore rosso brillante e intense note fruttate e agrumate di mandarini e arance. Il suo gusto al palato è rotondo e vellutato con profumate e rinfrescanti leggere note amare. La sua gradazione alcolica è di 14,4°.

#### Martini Extra Dry
Martini Extra Dry (vermouth): il gusto secco e delicato l'ha reso celebre sin dalla nascita, agli inizi del Novecento. È caratterizzato dal colore pallido paglia verde e da aromi freschi e fruttati, con un profumo intenso e dolce al palato. L'aroma è definito intenso, con aromi delicati di lampone e limone su uno sfondo di iris, con note di legno e sherry. Il gusto è fruttato e fiorato seguito da un palato dolce e rotondo. La sua gradazione alcolica è di 18°.

#### Martini Riserva Speciale Rubino
Martini Riserva Speciale Rubino: lanciato nel 2017, utilizza quale base selezionati vini italiani e piccoli quantitativi di corposo Langhe DOC Nebbiolo, che vengono miscelati, in particolare, con gli estratti di Cardo Santo italiano e di legno di Sandalo Rosso del Centrafrica che danno origine ad un brillante vermouth dal colore rosso rubino, da cui il suo nome. Il delicato equilibrio di erbe produce un vermouth corposo e complesso, dal lungo retrogusto. La sua gradazione è di 18°

#### Martini Riserva Speciale Ambrato
Martini Riserva Speciale Ambrato: la miscela floreale e aromatica dei piccoli quantitativi di Moscato d’Asti DOCG, utilizzati assieme a selezionati vini italiani per creare la base di questo vermouth conferisce al prodotto un aroma dal delicato profumo di miele. Le gialle scorze di Cinchona dell’Ecuador e il Rabarbaro cinese gli conferiscono un gusto leggermente amaro che aromatizza ed esalta il sapore dei vini. 

#### Martini Riserva Speciale Bitter
Martini Riserva Speciale Bitter: tre rari ingredienti botanici (zafferano, angostura e columba) sono alla base di questo premium bitter, e donano al suo sapore una ricchezza e una complessità uniche grazie a diversi livelli di amarezza. Martini Riserva Speciale Bitter viene lasciato riposare negli stessi tini utilizzati per il Vermouth di Torino Martini Riserva Speciale e la sua formula contiene inoltre l’ingrediente proprio del vermouth, l’artemisia italiana, la cui combinazione con le altre botaniche permette al suo singolare e complesso sapore amaro di armonizzarsi perfettamente con il vermouth.

#### Martini Bitter
Martini Bitter: è la base ideale per i cocktail più conosciuti a livello internazionale. Creato da Luigi Rossi nel 1863, Martini Bitter è ancora oggi prodotto utilizzando la ricetta originale. I suoi ingredienti naturali, si fondono per creare un gusto vivacizzato da intensi aromi di arancia e note erbose, dolci e amare, finemente bilanciate. Il cardamomo e la cannella sono esaltati da fragranze più morbide, come la rosa e lo zafferano. È definibile come un aperitivo amaricante, dal colore rosso brillante. Ha un gusto dolce ed agrumario, decisamente amaro e persistente. La sua gradazione alcolica è di 25°.

#### China Martini
Prodotto storico di Casa Martini, è il risultato di un armonico complesso di erbe ed essenze aromatiche che si fondono per dare una sensazione dolce-amara. È caratterizzata da un colore bruno ambrato intenso. Per quanto riguarda il profumo, sono inizialmente presenti note agrumarie (arancio), seguite da sensazioni floreali e balsamiche dovute a essenze e legni aromatici (rabarbaro, china). La sua gradazione alcolica è di 25°.

### Ready to Serve

#### Martini Royale Bianco
Combinazione di Martini Bianco e vino bianco italiano.

#### Martini Royale Rosato
È la versione con vino rosato del Martini Royale

### Spumanti

#### Asti Martini D.O.C.G.
Asti Martini viene prodotto con le uve di Moscato Bianco.

#### Prosecco di Valdobbiadene D.O.C.G.
Il vitigno è coltivato nelle province di Treviso e Vicenza, nei territori di Valdobbiadene e Conegliano.

#### Riesling Oltrepò Pavese D.O.C.
Viene prodotto sulla dorsale che divide la Valle Versa dalla Valle Scuropasso, nella zona D.O.C. dell'Oltrepò Pavese

#### Montelera Metodo Classico
Martini & Rossi, per produrre Riserva Montelera, seleziona uve Pinot provenienti dall'Oltrepò Pavese.
Riserva Montelera è composta per l'80%-90% da Pinot nero e per la parte restante da Pinot Bianco.

#### Magici Istanti
Magici Istanti è uno spumante secco.

#### Grandi Auguri
Grandi Auguri è uno spumante dolce